# Matthäus Lang von Wellenburg
Matthäus Lang von Wellenburg (Augusta, 1468 – Salisburgo, 30 marzo 1540) è stato un cardinale e arcivescovo cattolico tedesco.

## Biografia

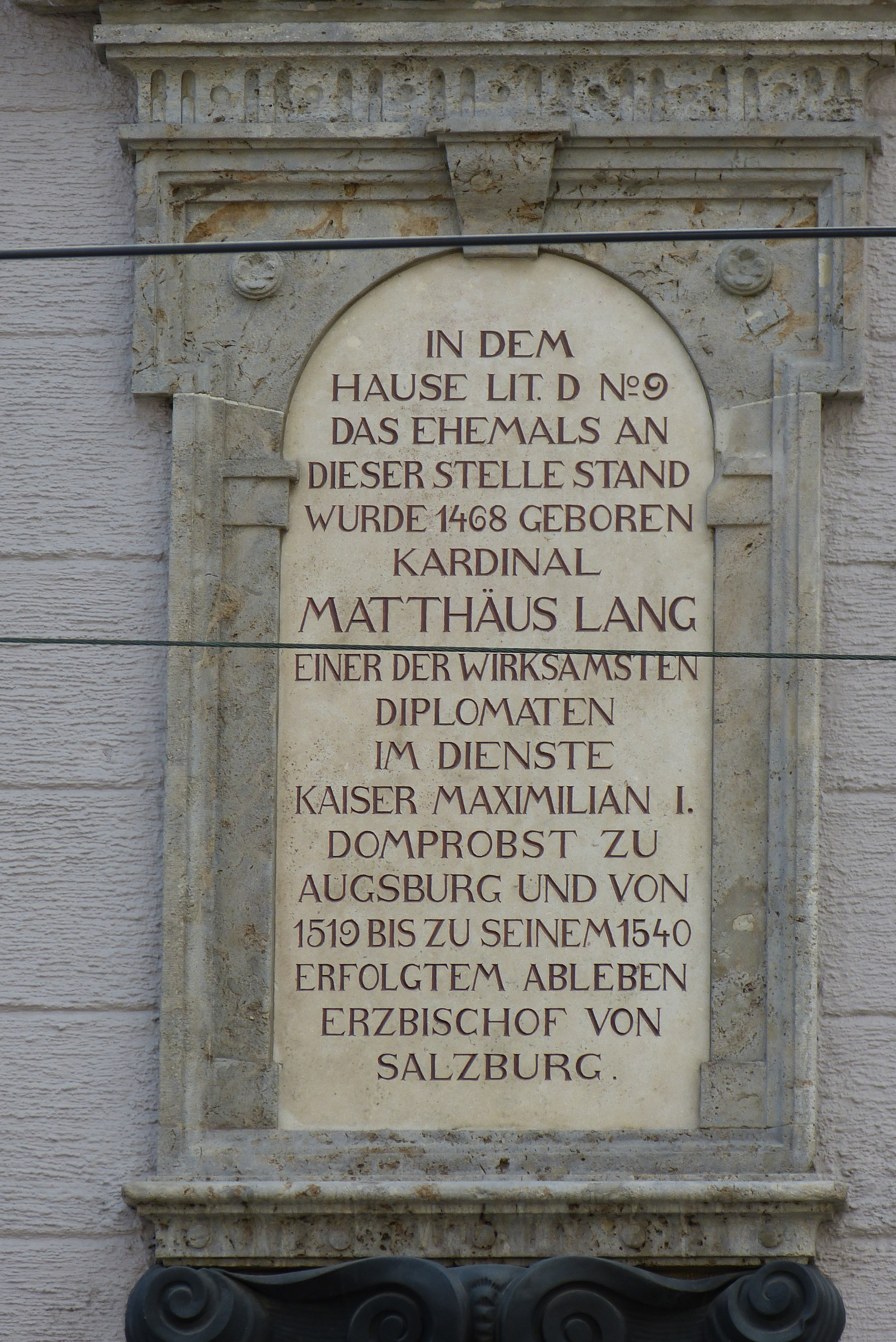
Una lapide ricorda il luogo ove sorgeva la casa natale del cardinale Matthäus Lang, nella Maximilianstrasse di Augusta.

Nacque ad Augusta nel 1468. Il padre Hans Lang era probabilmente un orefice, era pure mercante e occasionalmente prestò servizio nella milizia cittadina; ebbe dalla moglie Margareta Sulzer dodici figli.
Studiò a Ingolstadt con il coro delle voci bianche del duca Giorgio di Baviera; si iscrisse all'Università di Ingolstadt, ottenendo il baccellierato nel 1486; l'Università di Tubinga gli conferì nel 1490  il titolo di magister e a partire dal 1493 fu studente a Vienna. Per la sua conoscenza del diritto romano, Massimiliano I gli concesse il dottorato il 18 dicembre 1494.
Entrò nella cancelleria dell'arcivescovo di Magonza Berthold von Henneberg-Römhild, con l'incarico di segretario e nel 1498 divenne segretario di Camera. Ebbe tre figli naturali da Sibilla Millerin fra il 1490 e il 1495; di questi legittimò Matthäus e Markus e li incluse nel suo testamento. Fu pure segretario del re Massimiliano I. Divenne chierico della diocesi di Augusta e fu nominato prevosto del capitolo cattedrale di quella stessa città nel 1500. Nel 1501 fu nominato primo consigliere imperiale; disimpegnando quest'incarico ebbe per i suoi servigi diplomatici notevoli somme di denaro e numerosi benefici. Fu prevosto di Maria Wörth in Carinzia; canonico delle cattedrali di Aschaffenburg e di Eichstätt; prevosto, oltre che ad Augusta, anche dei capitoli cattedrali di Eichstätt e di Costanza.
Nel 1501 fu nominato vescovo coadiutore di Gurk, con diritto di successione. La successione avvenne il 6 ottobre 1505, giorno in cui divenne principe-vescovo. Tuttavia, continuò a risiedere a Corte, non ricevette la consacrazione episcopale e non visitò mai la sua diocesi.  Re Massimiliano I gli affidò numerose missioni diplomatiche; viaggiò due volte a Parigi e a Roma e un'altra volta a Bologna. Nel 1505 risolse la controversia che aveva provocato guerra di successione di Landshut per la successione al trono bavarese.
Nel 1507 fu creato nobile con il titolo di von Wellenburg. Nel 1508 divenne cancelliere reale. Come ambasciatore dell'imperatore, capeggiò i  negoziati con la Francia, con la Repubblica di Venezia, con il Regno d'Ungheria e con lo Stato pontificio nel periodo fra il 1508 e il 1515. Dopo la conclusione della Lega di Cambrai con la Francia nel 1508, fu coinvolto nello stesso anno nell'operazione per cui Massimiliano I assunse a Trento il titolo di "Romano Imperatore eletto", senza che fosse prevista un'incoronazione a Roma.
Il 30 settembre 1510 ebbe oltre alla diocesi di Gurk anche quella spagnola di Cartagena, che mantenne fino alla morte.
Il 10 marzo 1511 fu creato cardinale in pectore. Fu pubblicato nel concistoro del 19 novembre 1512 e ricevette quindi la berretta e la diaconia di Sant'Angelo in Pescheria, che dall'8 agosto 1519 mantenne come titolo pro illa vice.
Oltre alle diocesi che già aveva, il 5 aprile 1512 fu nominato arcivescovo coadiutore di Salisburgo, con diritto di successione; al capitolo cattedrale fu quindi proibito di eleggere il nuovo arcivescovo; l'arcivescovo di Salisburgo Leonhard von Keutschach si espresse contro la nomina del suo coadiutore.
Inizialmente appoggiò il Conciliabolo di Pisa scismatico, ma prese parte al Concilio Lateranense V il 3 dicembre 1512. Non partecipò al Conclave del 1513, che elesse papa Leone X. Dopo aver ricevuto altri benefici, quello di canonico e prebendario commendatario del capitolo cattedrale di Würzburg, il 22 marzo 1514 e quello di abate commendatario di Viktring, il 23 aprile dello stesso anno, succedette alla sede metropolitana di Salisburgo il 28 giugno 1519; ricevette il pallio l'8 agosto. Mantenne la sede fino alla morte.
Nonostante governasse tre diocesi e godesse di tanti benefici ecclesiastici, non era mai stato ordinato nemmeno sacerdote. Fu così che in due giorni, il 24 e il 25 settembre 1519, si fece ordinare prima presbitero e poi vescovo. Entrambe le cerimonie si svolsero a Salisburgo, la consacrazione episcopale la ebbe da Philipp bei Rhein, vescovo di Frisinga, assistito da Berthold Pürstinger, vescovo di Chiemsee e da Leonhard Pewerl, vescovo di Lavant.
Ebbe una decisiva influenza nell'elezione di Carlo V al Sacro Romano Impero. In una riunione dei principi e dei prelati tedeschi, da lui presieduta nel 1520 alla presenza del nunzio apostolico Girolamo Aleandro, consigliò di adottare energiche misure contro Martin Lutero; Lutero fu presente alla Dieta di Worms del 1521, in cui era presente anche il cardinale Lang, che si espresse con decisione contro la Riforma protestante. Convinse l'imperatore a prendere provvedimenti urgenti contro lo stesso Lutero.
Tuttavia, dopo la Dieta di Worms perse il suo ruolo dominante alla Corte imperiale.
Non partecipò al Conclave del 1521-1522, che elesse papa Adriano VI. Tenne due sinodi a Mühldorf nel 1522 e nel 1537, in cui promosse alcune riforme. Nel 1522 rinunciò alla diocesi di Gurk. Nel 1524 proibì la circolazione degli scritti e degli insegnamenti di Lutero e promosse l'applicazione dell'editto di Worms. Compì pure una visita pastorale dell'arcidiocesi.
Non partecipò neppure al Conclave del 1523, che elesse papa Clemente VII. 
Negoziò il trattato di Vienna del 1525, che condusse all'unione dei troni di Boemia e d'Ungheria con la Casa d'Asburgo. Il cardinale represse la guerra dei contadini tedeschi nella sua arcidiocesi. Per acquietare le simpatie dei cittadini di Salisburgo verso la Riforma luterana, chiese a Johannes Staupitz, provinciale agostiniano che era stato superiore di Martin Lutero, di venire a Salisburgo e gli diede un incarico nella cattedrale.
Dopo che l'arcivescovo di Magdeburgo fu passato al protestantesimo, ottenne il titolo di Primas Germaniae nel 1529.
Attraverso accordi con Ferdinando I, seppe regolare le relazioni fra il Tirolo e Salisburgo: stabilì in modo duraturo i confini ed ebbe la conferma dei possedimenti salisburghesi in Carinzia, Stiria e Bassa Austria, nonché si riservò il ruolo di arbitro a cui appellarsi in caso di controversie fra gli Asburgo e le terre austriache. Successivamente si accordò con l'imperatore sulla presidenza della Dieta tedesca (Fürstenbank): il sovrano austriaco e il principe-vescovo di Salisburgo si sarebbero dovuti alternare alla presidenza.
L'unico conclave a cui prese parte, fu quello del 1534, che elesse papa Paolo III.
Il 26 febbraio 1535 optò per l'ordine dei cardinali vescovi ed ebbe la sede suburbicaria di Albano. Fu anche amministratore della diocesi di Chiemsee fra il 1535 e il 1536.
Fu patrono delle arti e ritenuto egli stesso un umanista.
Morì il 30 marzo 1540 all'età di 72 anni. Fu sepolto nella cattedrale di Salisburgo.

## Genealogia episcopale e successione apostolica
La genealogia episcopale è:
- Vescovo Otto von Sonnenberg
- Vescovo Friedrich von Zollern
- Vescovo Rupert von Bayern
- Vescovo Mathias Schach, O. Cart.
- Vescovo Philipp von der Pfalz
- Cardinale Matthäus Lang von Wellenburg

La successione apostolica è:
- Vescovo Ägidius Rehm (1526)